# 66 (nombre)
Cet article est relatif au nombre 66. Pour les années, voir 66, 1966 et -66.
Le nombre 66 (soixante-six) est l'entier naturel qui suit 65 et qui précède 67.

## En mathématiques
Le nombre 66 est :
- un nombre composé trois fois brésilien car 66 = 6610 = 3321 = 2232,
- un nombre sphénique,
- le 11e nombre triangulaire (donc le 6e nombre hexagonal),
- un nombre semi-méandrique,
- le deuxième nombre uniforme de la classe U6,
- un nombre semi-parfait,
- un nombre d'Erdős-Woods .

## Dans d'autres domaines
Le nombre 66 est aussi :
- l'indicatif téléphonique international pour appeler la Thaïlande,
- la dénomination de la Route 66 historique aux États-Unis,
- le numéro atomique du dysprosium,
- le numéro de la sourate At-Tahrim dans le Coran.
- le numéro du département français des Pyrénées-Orientales,
- 66 minutes, le magazine d'information de la chaîne de télévision M6,
- Ligne 66 ,
- le jeu de cartes soixante-six,
- Le 66, opérette de Jacques Offenbach,
- le numéro de l'ordre donné par Palpatine aux clones d'exterminer les Jedi dans La Revanche des Sith.